# Ravels
Ravels är en kommun i Belgien. Den ligger i provinsen Antwerpen och regionen Flandern, i den norra delen av landet. Antalet invånare är cirka 14 871 invånare (2018). Ravels gränsar till Goirle, Oud-Turnhout, Hilvarenbeek, Turnhout, Merksplas och Arendonk. 